# David Silveria
David Silveria (Bakersfield, 21 settembre 1972) è un musicista e batterista statunitense.

## Biografia
Ha iniziato a suonare la batteria all'età di nove anni ed ha sviluppato autonomamente un proprio stile. A suo dire non ha particolari influenze e alcuni dei suoi artisti preferiti sono gli Orgy, i Metallica, i Weezer, gli Helmet ed i Blondie. Era il batterista prima dei L.A.P.D., e poi dei Korn (presenti sulle scene fin dal 1993), prima di annunciare nel dicembre 2006 il suo abbandono temporaneo della band. Al suo posto è subentrato Terry Bozzio, che a sua volta è stato sostituito da Joey Jordison. Attualmente i KoRn hanno alla batteria Ray Luzier.
Indicativi dello stile di Silveria, sono ritenuti brani come Faget e Shoots and Ladders, presenti nel primo album del gruppo Korn (1994), oltre che Good God, A.D.I.D.A.S., Freak on a Leash, Somebody Someone fino ad arrivare a lavori più recenti del combo di Bakersfield, come Here to Stay e Right Now.
Soprannominato "membro timido" dagli altri componenti del gruppo, egli ha dichiarato che la sua canzone preferita è B.B.K., contenuta nell'album Follow the Leader (1998).
Sposato sin dal 1997, David Silveria ha un figlio di nome David Jr.
Fra le diverse attività extra Korn, ci sono quella di fotomodello e l'apertura (nel 2001) in California, insieme alla moglie Shannon, di un sushi bar (Tuna Town) e nell'agosto 2006 del Silvera's Steakhouse & Lounge.
Nel 2014 David è tornato a sorpresa sulle scene musicali dopo 8 anni di silenzio, dietro le pelli della band alternative metal Infinika, pubblicando il disco Echoes and Traces.
Attualmente David milita nella band alternative metal Breaking In A Sequence (ex-BI*AS) con la quale ha pubblicato l'EP "Acronym".

## L'addio ai Korn

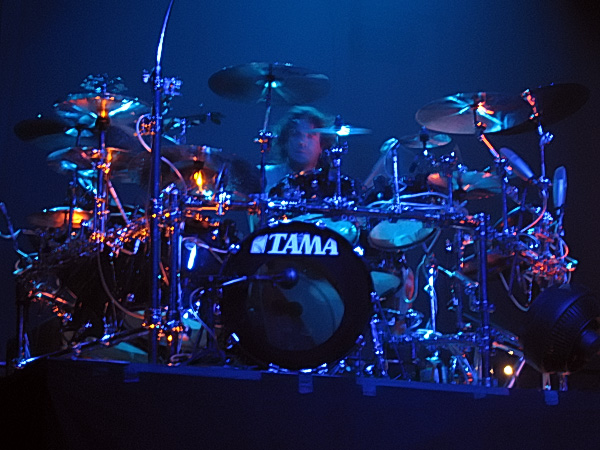
Silveria con i Korn a Milwaukee nel 2006

Nel 2006, durante una sessione di sollevamento pesi David subì un brutto infortunio alla schiena, che inizialmente trascurò e decise di trattare attraverso massaggi e antidolorifici, in modo da poter continuare il suo lavoro con la band. Dopo un primo controllo ortopedico venne rilevata una non precisata lombalgia. Ma il protrarsi del dolore, tale da limitare anche la normale deambulazione, lo costrinse a sospendere la sua attività con i Korn. Nel corso dell'anno successivo fu costretto ad assumere giornalmente grandi quantità di idrocodone, portandolo al limite della dipendenza. Successivamente decise di rivolgersi ad uno specialista presso l'Università di Irvine, la cui diagnosi rivelò la frattura di due vertebre lombari e la totale usura del disco intervertebrale. Si rese così necessario l'intervento chirurgico con l'inserimento di viti nelle vertebre e di un disco sintetico.
In concomitanza alla sua assenza a causa dell'infortunio, Silveria rivelò che all'epoca tra i membri della band si manifestarono grossi problemi di comunicazione che andarono ad incidere negativamente nelle relazioni tra di loro.
Le due situazioni combinate influirono sulla motivazione del batterista a provare a ritornare nella band successivamente allo stop forzato. Dopo alcuni rimpiazzi temporanei, venne definitivamente sostituito nel 2008 da Ray Luzier all'interno dei Korn.

Inoltre l'ex batterista ha poi aggiunto che, già alla vigilia della registrazione di Issues ebbe modo di avere le prime incomprensioni. 

Silveria ha poi aggiunto:

## Discografia

### Con i L.A.P.D
- 1991 – Who's Laughing Now

### Con i Korn
- 1994 – Korn
- 1996 – Life Is Peachy
- 1998 – Follow the Leader
- 1999 – Issues
- 2002 – Untouchables
- 2003 – Take a Look in the Mirror
- 2005 – See You on the Other Side

### Con gli INFINIKA
- 2014 – Echoes and Traces

### Strumentazione
Tama Starclassic Maple (generalmente di colore Verde o Cromato)
- 20x18" Bass Drum
- 14x4" Pearl Free Floating Snare Drum
- 10x8" Rack Tom
- 12x9" Rack Tom
- 14x12" Floor Tom
- 16x14" Floor Tom
- 20x16" Gong Bass Drum

Piatti Paiste
- 2002 RUDE 15" Hi-Hat
- 2002 RUDE 18" Crash/Ride
- 2002 RUDE 18" China
- 2002 RUDE 10" Splash
- Signature 8" Bell
- 2002 RUDE 18" Crash/Ride
- 2002 RUDE 22" Power Ride
- 2002 RUDE 14" Sound Edge Hi-Hat
- 2002 RUDE 20" Ride/Crash
- Sound Formula 13" Mega Cup Chime